# Einsiedelei Unserer lieben Frau vom verschlossenen Garten
Die Einsiedelei Unserer-Lieben-Frau vom verschlossenen Garten ist die jüngste der niederländischen Einsiedeleien.
Sie wurde 2001 in der ehemaligen Kirche von Warfhuizen in der Provinz Groningen geweiht. Die Einsiedelei in Warfhuizen führt die Tradition der Einsiedeleien in den Provinzen Limburg und Brabant fort, die in der Zeit der Gegenreformation entstand. Der letzte Bruder aus dieser Tradition starb 1930 in der Einsiedelei auf dem Schaelsberg. Im Gegensatz zu den meisten Einsiedeleien im Ausland hatten diese Einsiedeleien eine dazugehörende Kapelle.

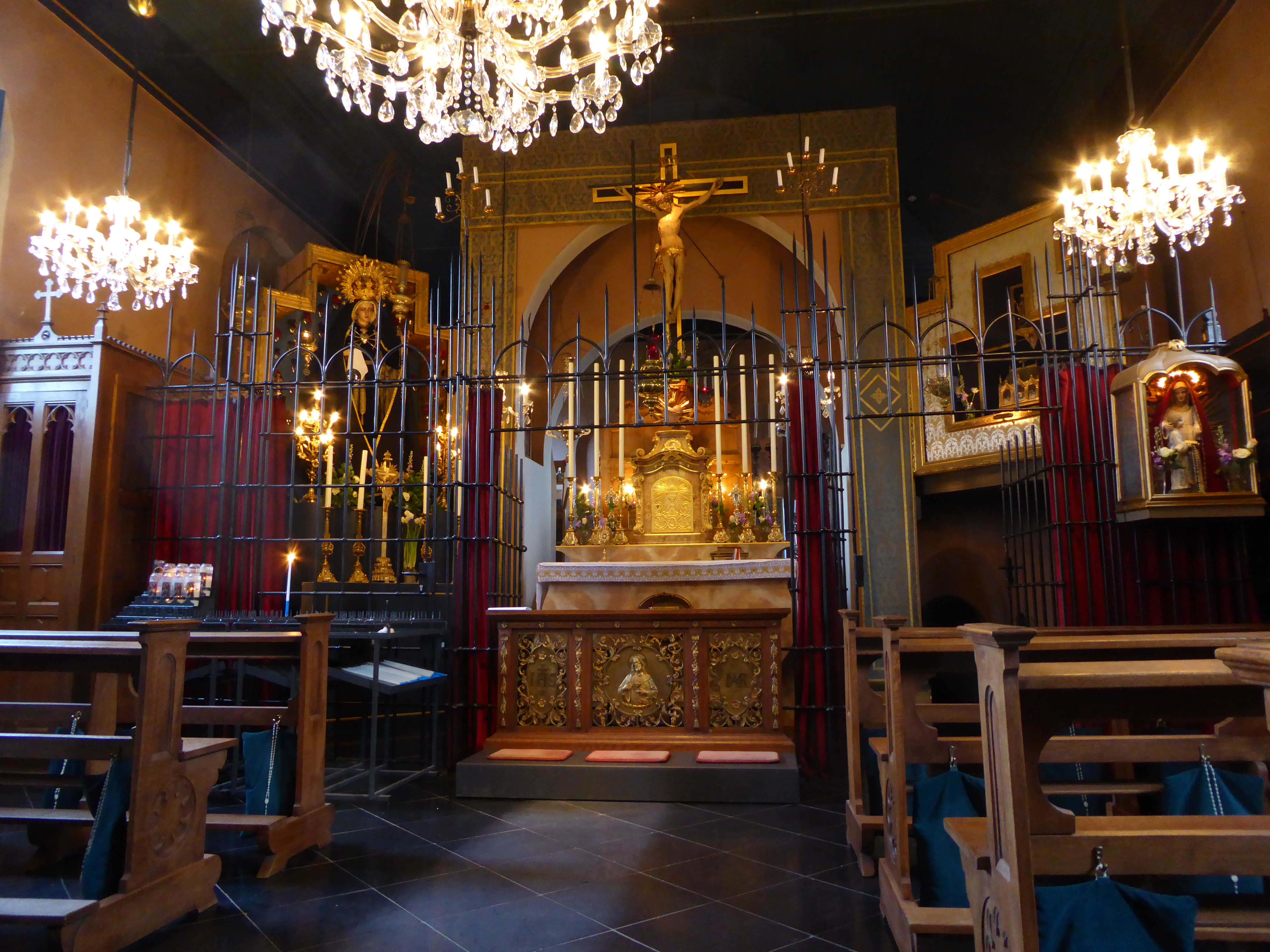
Chorschranke in Warfhuizen

Da die Lebensform des Eremitentums eine größtmögliche Zurückgezogenheit vorsieht, gibt es in Warfhuizen einen Klausurbereich, in dem die Eremiten arbeiten und beten. In der Kirche wird dies sichtbar durch eine Chorschranke, die das Sanktuarium vom Kirchenschiff trennt.

## Liturgie
Wie in kontemplativen Orden üblich, wird in Warfhuizen das Stundengebet gebetet, das in Latein gesprochen wird. Der Einfluss der limburgischen Tradition ist an verschiedenen Hinzufügungen erkennbar, so Rosenkranzgebet und verschiedene Litaneien, die zu unterschiedlichen Tageszeiten gesungen werden. Die Verehrung des heiligen Antonius des Großen, von der ein Reliquienschrein an der Rückwand des rechten Seitenaltares zeugt, nimmt dabei einen besonderen Platz ein. Die Ausstattung, besonders die deutlich sichtbare Teilung der Kirche, verrät das Überdauern des 17. Jahrhunderts in barocken Stilelementen. Ebenso gedenkt die Einsiedelei dem im niederländischen Houthem bei Valkenburg aan de Geul im 12. Jahrhundert tätigen Eremiten und späteren Heiligen Gerlach von Houthem, dem der rechte Seitenaltar in der Kapelle  geweiht ist, der ein Fragment seiner sterblichen Überreste enthält.
Neben der Einsiedlertradition des Südens sind in der Liturgie noch etliche andere Einflüsse spürbar. Die Tatsache, dass einige der Gläubigen russisch-orthodox sind, hat dazu geführt, dass abends nach der Komplet das Jesusgebet auf Griechisch gesungen wird. Weiterhin ist vor allem im Gebrauch des gregorianischen Gesangs der Einfluss der Kartäuser spürbar.

## Wallfahrtsort

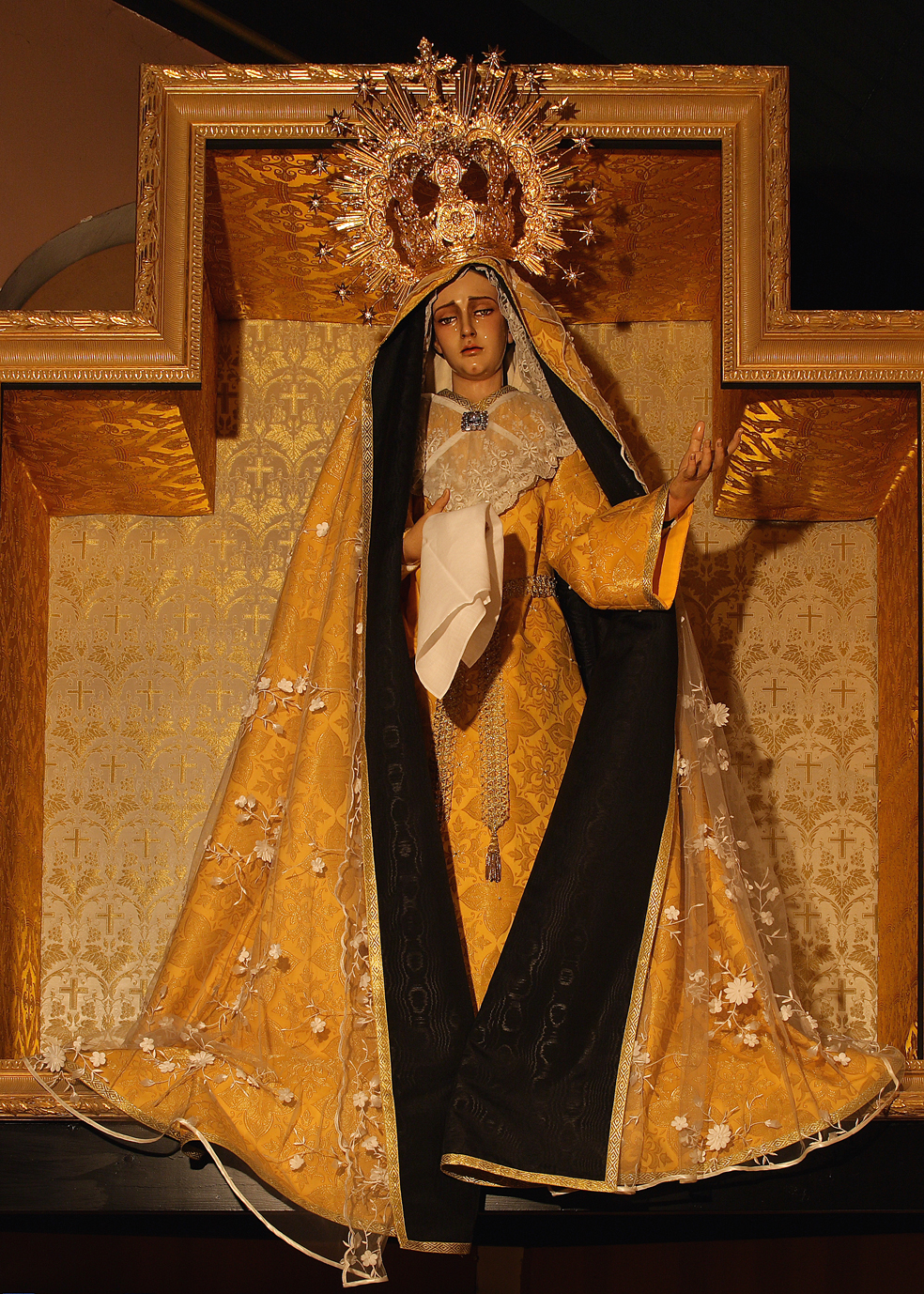
Die Mater Dolorosa von Warfhuizen

Die meisten Besucher kommen zur Verehrung der Gottesmutter, die auf die Einwanderung vertriebener Spanier zurückzuführen ist. Das Bildnis Unserer lieben Frau vom verschlossenen Garten ist eine lebensgroße Mater Dolorosa des Bildhauers Miguel Bejarano Moreno aus Sevilla, der sich auf die Fertigung von Bildnissen für die Prozessionen während der Semana Santa in Andalusien spezialisiert hat. Dieses Bildnis der um ihren Sohn trauernden Maria zieht viele Pilger nach Warfhuizen, insbesondere solche, die sich um ihre Kinder sorgen, wovon das Fürbittbuch zeugt. Die Wallfahrtssaison dauert in Warfhuizen von Ostern bis zum Patronatsfest am 15. September.
Der Verehrung Unserer Lieben Frau vom verschlossenen Garten widmet sich auch eine Bruderschaft, die das Gebet zum Wohlergehen von Kirche und Bistum zur Aufgabe hat. Dreimal im Jahr zieht man mit einem Kreuz von der Pfarrkirche in Wehe den Hoorn zur Warfhuizener Eremitenkirche, um dort die Komplet zu singen.
Eine weitere Besonderheit in Warfhuizen ist der „Austausch des Taschentuchs“. Die Figur der Gottesmutter hält in Warfhuizen ein Taschentuch in der Hand, um ihre Tränen zu trocknen. Die Gläubigen bitten um dieses Taschentuch, um es gegen ein mitgebrachtes oder am Ort gekauftes auszutauschen. Sie schenken Marias Taschentuch einem Kranken oder einem Menschen, der vor einer schwierigen Aufgabe steht.